# پرنده سفید (فیلم)
پرنده سفید (به انگلیسی: White Bird: A Wonder Story) یک فیلم درام تاریخی آمریکایی محصول ۲۰۲۴ به کارگردانی مارک فورستر و نویسندگی مارک بامبک است که بر اساس رمان گرافیکی به همین نام اثر آر. جی. پالاسیو، چاپ ۲۰۱۹، ساخته شده‌است. جیلین اندرسون و هلن میرن از بازیگران اصلی این فیلم هستند.

## داستان
فیلم روایت کننده داستان دختر جوان یهودی است هنگامی که فرانسه تحت اشغال نازی‌ها در جنگ جهانی دوم اشغال شده‌است، تصمیم می‌گیرند به همراه خانواده‌اش مخفی شوند.